# Куаньчен-Маньчжурський автономний повіт
40°36′21″ пн. ш. 118°28′49″ сх. д. / 40.60581° пн. ш. 118.48025° сх. д.
Куаньчен-Маньчжурський автономний повіт (кит. 宽城满族自治县, пін. Kuānchéng Mănzú Zìzhìxiàn) — один із повітів КНР у складі префектури Ченде, провінція Хебей. Адміністративний центр — містечко Куаньчен.

## Географія
Куаньчен-Маньчжурський автономний повіт лежить на висоті близько 300 метрів над рівнем моря у горах Яньшань.

### Клімат
Повіт знаходиться у зоні, котра характеризується вологим континентальним кліматом. Найтепліший місяць — липень із середньою температурою 24,4 °C. Найхолодніший місяць — січень, із середньою температурою -8 °С.
| Клімат повіту Куаньчен-Маньчжур | Клімат повіту Куаньчен-Маньчжур | Клімат повіту Куаньчен-Маньчжур | Клімат повіту Куаньчен-Маньчжур | Клімат повіту Куаньчен-Маньчжур | Клімат повіту Куаньчен-Маньчжур | Клімат повіту Куаньчен-Маньчжур | Клімат повіту Куаньчен-Маньчжур | Клімат повіту Куаньчен-Маньчжур | Клімат повіту Куаньчен-Маньчжур | Клімат повіту Куаньчен-Маньчжур | Клімат повіту Куаньчен-Маньчжур | Клімат повіту Куаньчен-Маньчжур | Клімат повіту Куаньчен-Маньчжур |
| Показник                        | Січ.                            | Лют.                            | Бер.                            | Квіт.                           | Трав.                           | Черв.                           | Лип.                            | Серп.                           | Вер.                            | Жовт.                           | Лист.                           | Груд.                           | Рік                             |
| Середній максимум, °C           | −0,6                            | 3,5                             | 9,9                             | 18,7                            | 24,9                            | 28,7                            | 29,8                            | 29                              | 24,7                            | 17,7                            | 8,1                             | 1,3                             | 16,3                            |
| Середня температура, °C         | −8                              | −3,9                            | 3,1                             | 12                              | 18,3                            | 22,4                            | 24,4                            | 23                              | 17,4                            | 10                              | 0,9                             | −5,7                            | 9,5                             |
| Середній мінімум, °C            | −13,6                           | −9,9                            | −3,2                            | 5                               | 11,3                            | 16,2                            | 19,6                            | 19,2                            | 11,6                            | 4                               | −4,3                            | −10,8                           | 3,8                             |
| Норма опадів, мм                | 2.3                             | 2.8                             | 10.7                            | 26.6                            | 45.5                            | 98.4                            | 171.4                           | 154.1                           | 60.2                            | 27.2                            | 8                               | 2.7                             | 609.9                           |
| Вологість повітря, %            | 54                              | 49                              | 46                              | 44                              | 52                              | 64                              | 76                              | 78                              | 77                              | 64                              | 58                              | 55                              | 59.8                            |
| ------------------------------- | ------------------------------- | ------------------------------- | ------------------------------- | ------------------------------- | ------------------------------- | ------------------------------- | ------------------------------- | ------------------------------- | ------------------------------- | ------------------------------- | ------------------------------- | ------------------------------- | ------------------------------- |
| Джерело: data.cma.cn            |                                 |                                 |                                 |                                 |                                 |                                 |                                 |                                 |                                 |                                 |                                 |                                 |                                 |